# Martemoto
Um martemoto é um abalo sísmico no planeta Marte, semelhante a um terramoto no planeta Terra. O movimento da superfície do planeta é resultado da libertação súbita de energia devido ao movimento das placas tectónicas ou a pontos quentes como o Monte Olimpo ou a região de Tharsis.